# ガタ・カムスキー
ガタ・カムスキー（タタール語: Ğata Kamski;Гата Камский 、ロシア語: Гата Камский、1974年6月2日 - ）は、 アメリカ合衆国のチェスのグランドマスターである。5回米国チャンピオンを獲得した。
カムスキーは22歳の時、1996年のFIDEチェス世界選手権の決勝まで進んでおり、1995年の世界ランキングでは4位に到達した。彼は1997年から2004年まで、ほとんど全くFIDEのレーティング戦を指さなかった。
カムスキーは2007年のチェスワールドカップで優勝した。これによりベセリン・トパロフとの世界選手権挑戦者決定戦に出場できることになったが、負けてしまった。

## 初期のキャリア
カムスキーはノヴォクズネツクで、タタール人の家庭に生まれた。 彼の苗字である「カムスキー」、は、彼の祖父であり、カザンの舞台劇場の創設者ガタウラ・「カムスキー」・サビロフの舞台上での愛称に由来する。
12歳の時、カムスキーは老グランドマスターのマルク・タイマノフにトーナメントで勝利した。彼は、ナショナルマスターのタイトルを同年に獲得した。彼は、ソ連のU-20選手権に、1987年と1988年に勝利した。1989年には、カムスキーは父親であるルスタム(Röstäm、あるいはRustamと綴られる)とともにアメリカへ渡った。ルスタムは昔はボクサーであり、ガタ・カムスキーを支配し、彼にほとんどチェスしか勉強させず、彼のコーチとマネージャーとしてふるまった。ビジネスマンであるジェームズ・ケインが、カムスキー家に経済的な援助を行った。
1989年には、カムスキーはニューヨークでのトーナメントに勝ち、ガルリ・カスパロフとの2ゲームのマッチ戦に挑戦する権利を得た。彼は同年、0対2でマッチに負けた。1990年には、16歳で何もタイトルを得ていなかったが、マニラで行われた64人の選手によるインターゾーナルトーナメント(世界チェス選手権への最初のステップ)に参加した。彼は13戦して5.5ポイントの成績で終えた。
1990年には、国際チェス連盟がカムスキーにグランドマスターのタイトルを付与した。1991年には、カムスキーは全米チェス選手権で優勝した。カムスキーは他の一流のチェストーナメントでも好成績を残しており、ラス・パルマスでの1994年のトーナメントでも優勝している。

## 世界選手権挑戦者候補として(1993-96)
1993年には、ライバル機関であるFIDEとPCAがそれぞれインターゾーナルトーナメントを開催した。カムスキーはどちらでもプレーし、どちらでも挑戦者決定戦に参加する資格を得た。2つの挑戦者決定戦は、主にカムスキーとヴィスワナータン・アーナンドが好成績を収めた。
1994年から1995年にかけてのFIDE挑戦者決定戦の最初のラウンドで、カムスキーはパウル・ファン・デア・ステレンを破った(3勝3分1敗)。カムスキーの準々決勝、インドのサンギ・ナガルで開催されたアーナンドとのマッチはより劇的であった。最初の2ゲームのドローの後、アーナンドは次の2ゲームに勝ち、スコアを堂々たる3-1のリードとした。第5ゲームはドローになった。カムスキーは残りの3ゲームで、2.5-0.5の成績を収め、マッチをタイの4-4とした(2勝4分2敗)。そののち、プレーオフの2戦の快速チェスのゲームに勝ち、マッチに勝利した。サンギ・ナガルで1995年2月に行われた準決勝では、ヴァレリー・サロフに5.5-1.5の成績で勝った(4勝3分0敗)。
1994年から1995年にかけてのPCA挑戦者決定戦では、1994年6月にニューヨークで行われた準々決勝で、カムスキーはウラジーミル・クラムニクに勝った。1994年9月には、カムスキーはスペインのリナレスで行われた準決勝において、ナイジェル・ショートに勝った。1995年3月にラス・パルマスで行われたアーナンドとの決勝戦では、FIDEの結果とは逆に、カムスキーが負けた(1勝7分3敗)。
1994年9月のショートとのマッチでは、カムスキーの父親であるルスタム・カムスキーとショートの間の衝突が広く報道された。
1996年には、カルムイクのエリスタで行われたFIDE世界チェス選手権で、カムスキーはアナトリー・カルポフとの20戦のマッチを戦い、7.5-10.5の成績で敗れた(3勝9分6敗)。

## 活動休止(1996年–2004年)
カルポフとのマッチに負けた後、カムスキーはチェスを諦めた。彼は1999年にニューヨーク市立大学ブルックリン校を卒業した。そののち、彼はニューヨークのトゥーロ・ローセンターの法律学校に出席し、卒業した。
カルポフに負けた後の、カムスキーの次のレーティング変動があるゲームは1999年に行われた。その年はラスベガスでのFIDEのノックアウト式世界選手権のイベントで対局したが、そこでは第1ラウンドの2ゲームマッチで、最終的に選手権の勝者になるアレクサンドル・カリフマンと対局した。カムスキーは最初のゲームに勝ったが、次のゲームに負け、快速のプレーオフのゲームに負けた。

## 復活(2004年以降)
カムスキーは、1999年の2ゲームのマッチを除き、チェス界から8年間引退していた。その後初めてカムスキーが目撃されたのは、サム・スローンが彼と話したとチェスベースが2004年3月に報じた際だった。
カムスキーは第106回ニューヨークマスターズに参加した2004年6月15日まで、公の場でゲームを指すことはなかった。ニューヨークマスターズでは1日に4ゲーム、30分の時間制限でゲームを指した。彼は2勝2分の成績だったが、4人の他の選手と1位を分け合うには十分な成績だった。彼は引き続き、いくつかの週例イベントに参加し、時には成功を収めた。その後彼は、2004年11月から12月に行われた2005年全米チェス選手権で、通常のチェスに舞い戻った。全米チェス選手権ではカムスキーは悪くはないが注目もされない、5.5-3.5の成績で終えた。カムスキーは2005年4月のFIDEレーティングリストに、レーティング2700、順位19位として載った。彼は、2005年5月にミネアポリスで開かれた2005年HBグローバルチャレンジトーナメントでの、負けなしの成績の後、このレーティングを2005年7月のリストでも維持し、順位は18位に上がった。
それ以来彼は国際的なチェス界に戻ってきた。注目すべきはM-Telマスターズのイベントで、ベセリン・トパロフに次いで2位の成績で終えた。直後に、カムスキーはタリンで開かれた2006年のチェスオリンピアードで、アメリカチームの銅メダル獲得に貢献した。2006年7月4日には、フィラデルフィアワールドオープン大会で、9人の他の選手と1位を分け合ったのち、プレーオフで勝利し、およそ7000ドルの賞金を獲得した。2007年の勝利数は、引退前のプレーの水準に戻っていることを示唆しており、再び世界のチェスの頂点へと挑戦する可能性がしのばれた。
カムスキーはFIDEのチェスワールドカップ2005年でプレーし、 2007年5月–2007年6月の世界チェス選手権への出場資格を得た。初戦で エティエンヌ・バクロー (3勝0敗1分)に勝利したが、2戦目でボリス・ゲルファントに負け(0勝3敗2分)、それ以上進めなかった。
2007年11月-12月には、カムスキーはチェスワールドカップ2007に参加した。 11番目にシードされ、最初の3ラウンドを勝ちその後ピョートル・スヴィドレル、前FIDE世界チャンピオンのルスラン・ポノマリョフ、未来の世界トップであるマグヌス・カールセンを破り決勝に進み、アレクセイ・シロフを破って(1勝0敗3分)優勝、チェス界に大きな衝撃を与えた。
カムスキーの勝利により、2010年の世界チェス選手権で、ヴィスワナータン・アーナンドに挑戦する権利を得るために、2009年に世界トップであるベセリン・トパロフとのマッチを行うことになった。マッチは2009年2月にブルガリアのソフィアで行われた。カムスキーは第4ゲームを勝ってマッチのスコアを2-2としたが、トパロフは(最後のゲームの、フレンチ・ディフェンスの白番での刺激的な勝利を含めて)最後の3ゲームで+2のスコアを得て、マッチに4.5-2.5で勝利した。
カムスキーはドイツのドレスデンで2008年11月に行われたチェスオリンピアードに、アメリカチームの1番ボードとして参加した。アメリカチームは銅メダルを獲得した。
カムスキーは2009年のチェスワールドカップに参加したが、第3ラウンドでウェズリー・ソウに負けた。
カムスキーは2010年1月に第52回 レッジョ-エミーリアチェス大会 で優勝した。カムスキーはゾルタン・アルマーシと同点1位であり、アルマーシはカムスキーを最後のラウンドで破ったが、カムスキーはブッフホルツタイブレークの値がアルマーシよりも良かった。2010年5月には、バクーの大統領杯で、ウラジミール・クラムニクとシャフリヤール・マメジャロフとともに、1位-3位を分け合った。
カムスキーは、2位に終わったユーリ・シュルマンとの快速チェスのプレーオフに勝ち、2010年5月25日に全米チャンピオンになった。この、カムスキーの2度目の全米チャンピオンは、彼が最初の全米チャンピオンになってから19年後であった。
2010年8月、カムスキーは、快速チェスのトーナメントであるオープングレンケ快速世界選手権（マインツ チェスクラシック）で、世界ランク5位で前回のチャンピオンであるレヴォン・アロニアン、2004年のFIDEチャンピオンであるルスタム・カシムジャノフ、セルゲイ・カリャーキンを破り、グリシュク、シロフや他の強いグランドマスターを抑えてただ一人の1位となった。
8月23日から8月31日にかけて、カムスキーはアゼルバイジャンで行われたバクーオープンに参加した。そこでは彼はトップシードであった。彼は、最後の3ゲームを勝ち、7.5/9.0でただ一人の1位となった。
2011年の4月13日から4月18日にかけて、カムスキーは全米チェス選手権に出場した。そこでは彼はトップシードであった。彼は2年連続で優勝し、レフ・アルバートが1985年に連続優勝して以来のトーナメントの連続優勝者に成った。このタイトルは、彼の3度目の全米チャンピオンであった。
2010年の世界チャンピオン戦のファイナリストとして、カムスキーは2012年の世界チャンピオン戦の挑戦者を決定する8人での挑戦者決定戦に加わることとなった。挑戦者決定戦は2011年5月にカザンで2.5ポイント先取のマッチ形式で開始した。カムスキーはベセリン・トパロフと当たった。第2ゲームでグリュンフェルト・ディフェンスの黒番で勝ち、トップシードであったトパロフを2.5-1.5で破り準決勝へ進んだ。準決勝では、2009年のワールドカップの優勝者ボリス・ゲルファントと戦うことになったが、これはゲルファンドが勝った2007年の挑戦者決定戦の再戦であった。4ゲームの後、マッチは2-2の対になり、5月16日に商社を決める快速チェスでのタイブレークが行われた。カムスキーは第3ゲームに黒番で勝って2-1とリードし、決勝に進むには最後の快速のゲームで白番でドローを取ればよいだけであった。しかし、ゲルファントが黒番で勝ったためブリッツでのプレーオフに進み、そこでゲルファントは2-0で勝ち、カムスキーは挑戦者決定戦決勝へ進めなかった。
2012年5月に、カムスキーは2012年の全米選手権に参加した。そこではカムスキーは前回のチャンピオン、ヒカル・ナカムラに次いで2番目のシードだった。彼は5.0/7.0のスコアを収め、ナカムラ、2006年のチャンピオンであるアレクサンドル・オニシュク、2008年のチャンピオンであるユーリ・シュルマンとの総当たり戦に進んだ。総当たり戦では、ナカムラに黒番でドローを取り、ルイ・ロペスの白番でオニシュクを破った。2013年、2014年の全米選手権でも優勝した。2014年の優勝は、彼の5回目の全米チャンピオンである。 2016年には、サンクトペテルブルクで開かれたチゴリン記念トーナメントで3位につけた。

## 著名な大会での勝利
- バッファローオープン、1989年
- ティルブルフ、1990年
- 世界オープン、1991年[3]
- 米国チェス選手権,1991年
- ブエノスアイレス、1993年
- ラス・パルマス、1994年
- ドス・エルマナス、1995年
- ニューヨーク、2006年
- 世界オープン、2006年
- Mashantucket,2007年
- ハンティ・マンシースクチェスワールドカップ、2007年
- ナショナルオープン、ラスベガス,2008
- レッジョ-エミーリア2010年
- フィラデルフィアオープン、2010年[4]
- 米国チェス選手権、2010年
- 快速世界選手権、マインツ、2010年[5]
- バクーオープン、2010年
- 世界オープン、2011年
- 米国チェス選手権、2011年
- 米国チェス選手権、2013年
- フィラデルフィアオープン、2014年
- 米国チェス選手権、2014年
- 第8回ニューヨーク国際大会、2015年
- カペル・ラ・グランド、2016年

## 世界選手権試合、予選
```
   FIDE WCC Candidates Match 1994, Wijk aan Zee, Kamsky–van der Sterren (4½–2½)
```

    FIDE WCC Candidates Match 1994, Sanghi Nagar, Kamsky–Anand (6–4)
```
   
PCA WCC Candidates Match 1994, New York, Kamsky–Kramnik (4½–1½)
   
PCA WCC Candidates Match 1994, Linares, Kamsky–Short (5½–1½)
```

FIDE WCC Candidates Match 1995, Sanghi Nagar, Kamsky–Salov (5½–1½)
```
   
PCA WCC Candidates Match 1995, Las Palmas, Kamsky–Anand (4½–6½)
   
FIDE World Chess Championship 1996, Elista, Kamsky–Karpov (7½–10½)
   
FIDE WCC Knockout 1999 Second Round, Las Vegas, Kamsky–Khalifman (1½–2½)
   
WCC Candidates Match 2007 Round 1, Elista, Kamsky–Bacrot (3½–½)
   
WCC Candidates Match 2007 Round 2, Elista, Kamsky–Gelfand (1½–3½)
```

    Chess World Cup 2007 Quarterfinals, Khanty–Mansiysk, Kamsky–Ponomariov (1½–0½)
```
   
Chess World Cup 2007 Semifinals, Khanty–Mansiysk, Kamsky–Carlsen (1½–0½)
   
Chess World Cup 2007 Championship Match, Khanty–Mansiysk, Kamsky–Shirov (2½–1½)
   
WCC Candidates Match 2009, Sofia, Kamsky–Topalov (2½–4½)
```

    WCC Candidates Match 2011 Quarterfinals, Kazan, Kamsky–Topalov (2½–1½)
```
   
WCC Candidates Match 2011 Semifinals, Kazan, Kamsky–Gelfand [2–2 (2–4)]
```

## 著名なゲーム
この1994年挑戦者決定戦の途上のゲームで、カムスキーは黒番でクラムニクに勝利した。
Kramnik- Kamsky World Championship Quarter-Finals Match, New York 1994
1. Nf3 Nf6 2. c4 e6 3. Nc3 Bb4 4. g3 0-0 5. Bg2 c5 6. 0-0 Nc6 7. d4 cxd4 8. Nxd4 Qe7 9. Nc2 白は、黒が白のポーンストラクチャーを破壊することを許し、すぐに自分の弱いcポーンをサクリファイスする。白はダブルビショップが十分な代償になることを望んでいるが、ダブルビショップを効果的に使えないことに気づくだろう。 9... Bxc3 10. bxc3 Rd8 11. Ba3 d6 12. Rb1 Qc7 13. Nd4 Nxd4 14. cxd4 Qxc4 15. Qd2 Qa6 16. Rb3 Rb8 17. e4 Bd7 18. Rf3 白はキングサイドでプレーしようとするが、カムスキーのピースがクイーンサイドに押し寄せる。18... Ba4! 18...Nxe4 19.Qf4 f5 20.g4として白のピースのためにラインを開けることを避ける。 19. Re1 Rbc8 20. Bf1 Bb5 21. Bh3 Qa4 22. d5 Rc2 23. Qe3? exd5 白は非常に困っている。もし今 24.exd5?なら24... Re8で黒が勝てる。 24. e5 d4! 25. Qg5 Re2! 白の弱いバックランクにつけ込む。 白はg7への恐ろしそうに見える攻撃のためにサクリファイスするが、カムスキーは正確に読んでいた。26. exf6 Rxe1+ 27. Bf1 27.Kg2? Bf1+ 28.Kg1 Bxh3# 27... Rxf1+ 28. Kg2 Rg1+! 29. Kh3 もし 29.Kxg1?なら Qd1+ 30.Kg2 Qf1# 29... Bd7+ 30. Kh4 g6 31. Qh6 d3+ 32. Rf4 もし 32.Kg5?なら Qg4# 32... Qxf4+! 33. Qxf4 もし 33.gxf4なら Rg4+ 34.Kh3 Rg5+! 35.Kh4 Rh5+としてクイーンを取れる。 33... Rh1! 34. g4 h6! 白の攻撃は終わり、黒のポーンが...g5+を狙いに白のキングの攻撃に加わる。35. Kh3 もし 35.Qxh6? ならRxh2+ 35... g5! 36. Qd4 Rg1 37. f3 d2! 38. Qxd2 もし 38.Qxg1 なら38... Ba4 として黒がクイーンを作れる。38... Bb5! 0–1 39...Bf1+とすればクイーンを取れる。